# Sikkens

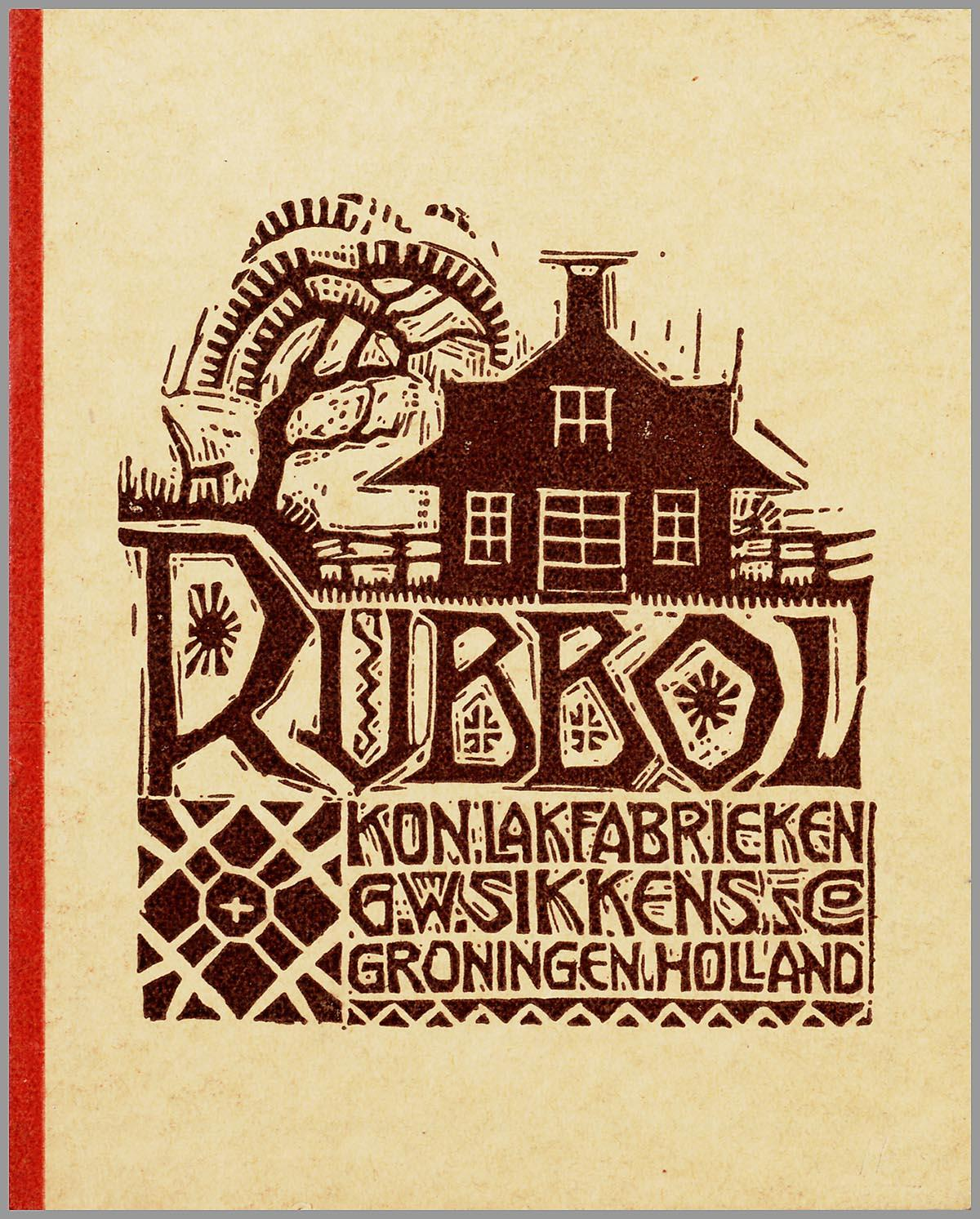
Een brochure over Rubbol, eind jaren 1920

Sikkens is een verf producerend bedrijf dat in 1792 werd opgericht in de Nederlandse stad Groningen en in 1939 verhuisde naar Sassenheim. Het is een van de pijlers geworden van de huidige divisie Coatings van het concern AkzoNobel.

## Geschiedenis

### Beginjaren
Sikkens is opgericht door Wiert Willem Sikkens, een schilder die lakken ging produceren en verkopen. De 'fabriek' bevond zich oorspronkelijk in een poortje in de stadsomwalling van Groningen. De vermoedelijke keuze voor deze plek was de brandgevaarlijkheid van sommige recepten en technieken voor de kunst van het lakstoken. Minder brandgevaarlijke recepten en technieken werkten met paardemest, wat stankoverlast gaf. Het Sikkens en Schildermuseum is in het bezit van zo'n receptenboek, dat doet denken aan de alchemisten. De voorlopers van de scheikundigen. 
Later werd een fabriekje aan de Zwarteweg in gebruik genomen. Geert Willem Sikkens, zoon van Wiert Willems, nam het bedrijf over. In 1837 werd ook zijn zwager Willem Penaat ingeschakeld. De naam van het bedrijf luidde toen: G.W. Sikkens & Co. Men maakte houtlakken voor kerkbanken, rijtuigen en vloeren. Omstreeks 1870 werd al zoveel naar Duitsland uitgevoerd dat in Emden een depot werd ingericht.
Nadat woningen in de buurt van de fabriek waren verrezen werden de bezwaren tegen stankoverlast en brandgevaar zo groot dat een nieuwe fabriek werd gebouwd, die in 1903 werd geopend. Hier werden ook de decoratieve Japanlakken vervaardigd. In 1905 verkreeg het bedrijf het predicaat Koninklijk en veranderde de naam in Koninklijke Lak- en Japanlakkenfabriek G.W. Sikkens & Co.
Sikkens was een van de vele verffabrieken die in de negentiende eeuw in Nederland te vinden waren. Het maken van verf is een betrekkelijk eenvoudig proces dat vooral bestaat uit malen en mengen. De kunst van het lakstoken echter is een stuk complexer. De verf- en lakindustrie was een logisch vervolg op de verfmolens die reeds in de 17e en 18e eeuw in Nederland (bijvoorbeeld in de Zaanstreek) in werking waren en waarvan er nog een op de Zaanse Schans te zien is.
Tijdens de Eerste Wereldoorlog zette Sikkens een binnenlands distributieapparaat op, waarna in 1924 een laboratorium voor kwaliteitscontrole en productontwikkeling werd gebouwd. Hier werd in 1926 een autolak ontwikkeld uit een rijtuiglak op basis van houtolie en natuurhars onder de merknaam Rubbol. In de Verenigde Staten was ondertussen de celluloselak als autolak ontwikkeld als spin-off van de springstoffenindustrie, die nitrocellulose gebruikte. In 1928 begon ook Sikkens met de vervaardiging van dit product.
In 1932 werd het predicaat Hofleverancier verleend. Klanten waren grote industriële bedrijven zoals Philips, Kromhout, Fokker, Werkspoor, KLM en Lips.
In 1939 waren 90 mensen in dienst. In dat jaar werd het bedrijf van Groningen naar Sassenheim verplaatst, onder meer omdat de belangrijkste afnemers in de Randstad te vinden waren. De Tweede Wereldoorlog leidde tot brand en oorlogsschade. De Joodse directeur van het Centraal Laboratorium, Gerhard Lewin, heeft ondergedoken gezeten in de fabriek, terwijl secretaresse Selma de Vries met haar moeder was verborgen in het Spinozahuisje te Rijnsburg, dat directeur Mees had gekocht. Werknemers met NSB-sympathieën werden ontslagen.
De op de bevrijding volgende wederopbouwperiode deed de vraag naar lakken toenemen. Vanwege grondstoffenschaarste werden kunstharsen gefabriceerd, die in het bedrijfsonderdeel 'Synthese', later 'Resins' geheten, werden ondergebracht.

### Ontwikkeling tot Sikkens Groep
In 1954 werden de eerste overnamen gedaan: muurverffabriek Alpha te Alphen aan den Rijn en verffabriek Tjallema te Sneek. In 1955 lanceerden Sikkens en Tjallema het merk Flexa. Deze merknaam was al eerder gebezigd voor lederlakken. In 1957 werd in Leiden de constructieverffabriek Sicova gebouwd, die in 1960 samenging met de fabriek voor scheepsverven Smits in Wapenveld. De samengevoegde bedrijven gingen Sikkens Smits N.V. heten en werden in 1959 verenigd in de Sikkens Groep. Eind jaren vijftig had de groep diverse productievestigingen in het buitenland: Sikkens GmbH te Hamburg, Sikkens Fama te Gent en Sikkens SPA te Dormeletto (1958).
Er waren daarnaast overnamen van tijdelijke aard:
- Remmert Holland te Apeldoorn, een pigmentfabriek opgericht in 1913; ze werd in de Sikkens Groep opgenomen in 1959 en weer afgestoten in 1965.
- N.V. Kleefstoffenfabriek Gebr. Struyck (Strucol) te Zutphen, begonnen in 1901 als toeleverancier van papierlijm voor de papierindustrie. Het bedrijf werd overgenomen door de Sikkens Groep in 1963 en weer afgestoten in de jaren 70 van de 20e eeuw.
- Fa. Was de Wit (Syntac) te Voorburg. Dit bedrijf produceerde was voor verpakkingen en kaasomhulsels en grondstoffen voor cosmetica. Het bedrijf is omstreeks 1900 opgericht. Het werd in 1963 opgenomen in de Sikkens Groep en een tiental jaren later weer afgestoten.

De Sikkens Groep wilde nog veel meer overnamen doen, maar het benodigde kapitaal ontbrak, waarop aansluiting werd gezocht bij een groter concern in een verwante sector.

### Fusie met KZK en vorming van AkzoNobel
De Sikkens Groep was in korte tijd ontstaan en gigantisch gegroeid. Naast de productie- en grondstoffenbedrijven in Nederland, waren er ook fabrieken en vestigingen elders in Europa. De omzetten groeiden, de aandelen stonden goed aangeschreven aan de beurs. Kortom het ging de Sikkens Groep goed. Het was voor velen dan ook een verrassing toen in augustus 1962 het bericht kwam dat de groep gefuseerd was met de Koninklijke Zout-Ketjen N.V. De KZK was een jaar tevoren ontstaan uit het samengaan van de Koninklijke Zoutindustrie in Hengelo en de chemische fabriek Ketjen in Amsterdam. 
Was die fusie nodig? "Nee", was het commentaar van de groepsdirectie. Nodig was het niet, nuttig waarschijnlijk wel. Er werden drie belangrijke redenen genoemd: het toenemende belang van verfresearch (R&D-kosten), betere marktentree en risicospreiding bij de opzet van nieuwe activiteiten. In 1962 sloot de Sikkens Groep zich dus aan bij Koninklijke Zout Ketjen (KZK). Het KZK-concern bezat al aan coatings verwante producten die door het KZK-onderdeel Gembo werden vervaardigd, namelijk waterglas, drukinkt en lakken onder de naam Valspar. Die laatste werden in 1964 door de Sikkens Groep overgenomen, nadat al in 1963 Ceta-Bever (doe-het-zelfproducten) te Beverwijk bij de Sikkens Groep was ingelijfd, evenals Talens (kunstschildersverven) te Apeldoorn (afgestoten in 1991). De Sikkens Groep bleef geheel zelfstandig opereren.
Door de hierna snel opvolgende fusies van Koninklijke Zout-Ketjen met Koninklijke Zwanenberg Organon tot KZO en kort daarna met AKU (kunstvezels) veranderde de naam van het chemieconcern van KZK in AKZO. Sikkens Groep werd onderdeel van de coatingdivisie met het Franse Astral (1972) en het Duitse Lesonal (1977). 
Er volgden overnamen door Akzo van bedrijven in Italië, Argentinië, Spanje, de Verenigde Staten, België (Levis), Brazilië en Turkije. De divisie werd verder uitgebreid na de fusie met Nobel Industries en de overname van Courtaulds, die beide eveneens belangrijke coatingactiviteiten bezaten.
De huidige fabriek in Sassenheim produceert vooral technische verven, zoals vliegtuigverf en sneldrogende verf voor industriële toepassingen. De naam Sikkens Groep zit, zoals uit bovenstaande geschiedenis blijkt, niet verwerkt in de samengestelde naam AkzoNobel, ook al is zij in de loop der jaren het zwaartepunt in de productportfolio geworden.